# Apanthura monodi
Apanthura monodi là một loài chân đều trong họ Anthuridae. Loài này được Negoescu & Brandt miêu tả khoa học năm 2001.